# Hydraena fundaequalis
Hydraena fundaequalis är en skalbaggsart som beskrevs av Perkins 2007. Hydraena fundaequalis ingår i släktet Hydraena och familjen vattenbrynsbaggar. Inga underarter finns listade i Catalogue of Life.